# Містері-Лейк
Містері-Лейк (англ. Mystery Lake) — самоврядний район в Канаді, у провінції Манітоба, у межах невключеної частини переписної області №22.

## Населення
За даними перепису 2016 року, самоврядний район не мав постійного населення.

## Клімат
Середня річна температура становить -2,4°C, середня максимальна – 20,4°C, а середня мінімальна – -30,5°C. Середня річна кількість опадів – 516 мм.
| Клімат поселення                              | Клімат поселення | Клімат поселення | Клімат поселення | Клімат поселення | Клімат поселення | Клімат поселення | Клімат поселення | Клімат поселення | Клімат поселення | Клімат поселення | Клімат поселення | Клімат поселення | Клімат поселення |
| Показник                                      | Січ.             | Лют.             | Бер.             | Квіт.            | Трав.            | Черв.            | Лип.             | Серп.            | Вер.             | Жовт.            | Лист.            | Груд.            |                  |
| Середній максимум, °C                         | −18,17           | −13,82           | −6,57            | 3,91             | 12,51            | 19,12            | 20,35            | 18,98            | 12,67            | 5,48             | −6,23            | −16,36           |                  |
| Середня температура, °C                       | −24,36           | −20              | −12,76           | −2,28            | 6,34             | 12,95            | 16,42            | 15,04            | 8,72             | 1,57             | −10,15           | −20,3            |                  |
| Середній мінімум, °C                          | −30,53           | −26,17           | −18,95           | −8,46            | 0,14             | 6,76             | 12,49            | 11,15            | 4,82             | −2,36            | −14,07           | −24,21           |                  |
| Норма опадів, мм                              | 20               | 16               | 21               | 28               | 46               | 67               | 81               | 74               | 64               | 42               | 32               | 25               |                  |
| Середньомісячна швидкість вітру, м/с          | 3.50             | 3.50             | 3.70             | 4.00             | 4.00             | 3.90             | 3.60             | 3.60             | 3.90             | 3.90             | 3.70             | 3.38             |                  |
| Середньомісячна сонячна радіація, кДж/м²·день | 3014             | 6715             | 12491            | 17797            | 20882            | 21663            | 20444            | 16384            | 10235            | 5630             | 2956             | 2086             |                  |
| --------------------------------------------- | ---------------- | ---------------- | ---------------- | ---------------- | ---------------- | ---------------- | ---------------- | ---------------- | ---------------- | ---------------- | ---------------- | ---------------- | ---------------- |
| Джерело:                                      |                  |                  |                  |                  |                  |                  |                  |                  |                  |                  |                  |                  |                  |